# Welecja

Herb Welecji

Welecja – jedna z najstarszych korporacji akademickich w Polsce i jednocześnie jedno z najstarszych w Polsce stowarzyszeń akademickich. Powstała 21 października 1883 roku w Rydze na tamtejszej Politechnice, w wyniku rozłamu w uważanej za bardziej konserwatywną Arkonii. Welecja zrzeszała studentów pochodzenia polskiego wszystkich wyznań oraz wywodzących się z różnych warstw społecznych. Welecja stawiała sobie za cel wychowanie swych członków w duchu patriotyzmu, przyjaźni, honoru, pracy nad sobą, prawości i rzetelności. Przez ponad 140 lat jej funkcjonowania przez szeregi Welecji przeszło wielu wybintych naukowców, polityków, działaczy społecznych, przedsiębiorców i architektów. Do najbardziej znanych członków Welecji należał Prezydent RP Ignacy Mościcki, który został do niej przyjęty podczas swych studiów w Rydze.

## Insygnia i odznaki
Barwy Welecji to zielony, srebrny i niebieski. Oznaczają one nadzieję, prawdę i przyjaźń.

Cyrkiel Welecji

Herb Welecji to trójpolowa tarcza na której umieszczone są symbole: na polu zielonym – gryf trzymający łapę na księdze z napisem Suum Cuique, na polu srebrnym: cyrkiel Welecji, a na polu niebieskim: zwinięty w 8 wąż zjadający własny ogon.
Gryf symbolizuje dążenie do wiedzy, cyrkiel to charakterystyczny dla każdej korporacji monogram składający się z wykrzyknika, liter v. c. f. oraz pierwszej litery nazwy korporacji (co oznacza Vivat Crescat Floreat Veletia, z. łac. Welecja, niech żyje, rozwija się i rozkwita) a wąż to symbol więzów dozgonnej przyjaźni łączących Weletów. Nad tarczą znajduje się hełm w koronie, a nad nim 3 strusie pióra w kolorach korporacji. Pod tarczą widnieje szarfa z napisem Viribus Unitis.
Dewiza Korporacji to Viribus Unitis Suum Cuique co znaczy: wspólnymi siłami, każdemu oddać co mu się należy. Wywodzone są z niej zasady jak najdalej idącej tolerancji i poszanowania cudzych przekonań oraz ścisłej przyjaźni i braterstwa między Weletami. Welecja od samego początku swego istnienia podkreślała otwartość na różne przekonania polityczne i społeczne swoich członków, różne pochodzenie etniczne, a także wyznanie.

Banda

Banda to noszona przez prawe ramię wstęga wykonana z tkaniny. Barwiarze i Filistrzy noszą je w barwach korporacji, natomiast fuksy noszą jednobarwne zielone. Są one zewnętrznym symbolem, że Welecja uznaje pojedynki na broń białą. Korporacje antyduelanckie lub uznające menzurę pistoletową noszą bandę przez lewe ramię.
Dekiel to czapka studencka w barwach korporacji z rozetą na denku, będąca elementem stroju korporanta. W Welecji na denku wyszyte jest 6 liter V połączonych ramionami tworzących wewnątrz sześcioramienną gwiazdę. Dekiel fuksa Welecji jest cały czarny, a od fuksów innych korporacji odróżnia go srebrny cyrkiel Welecji umieszczony po prawej stronie otoka.

## Historia

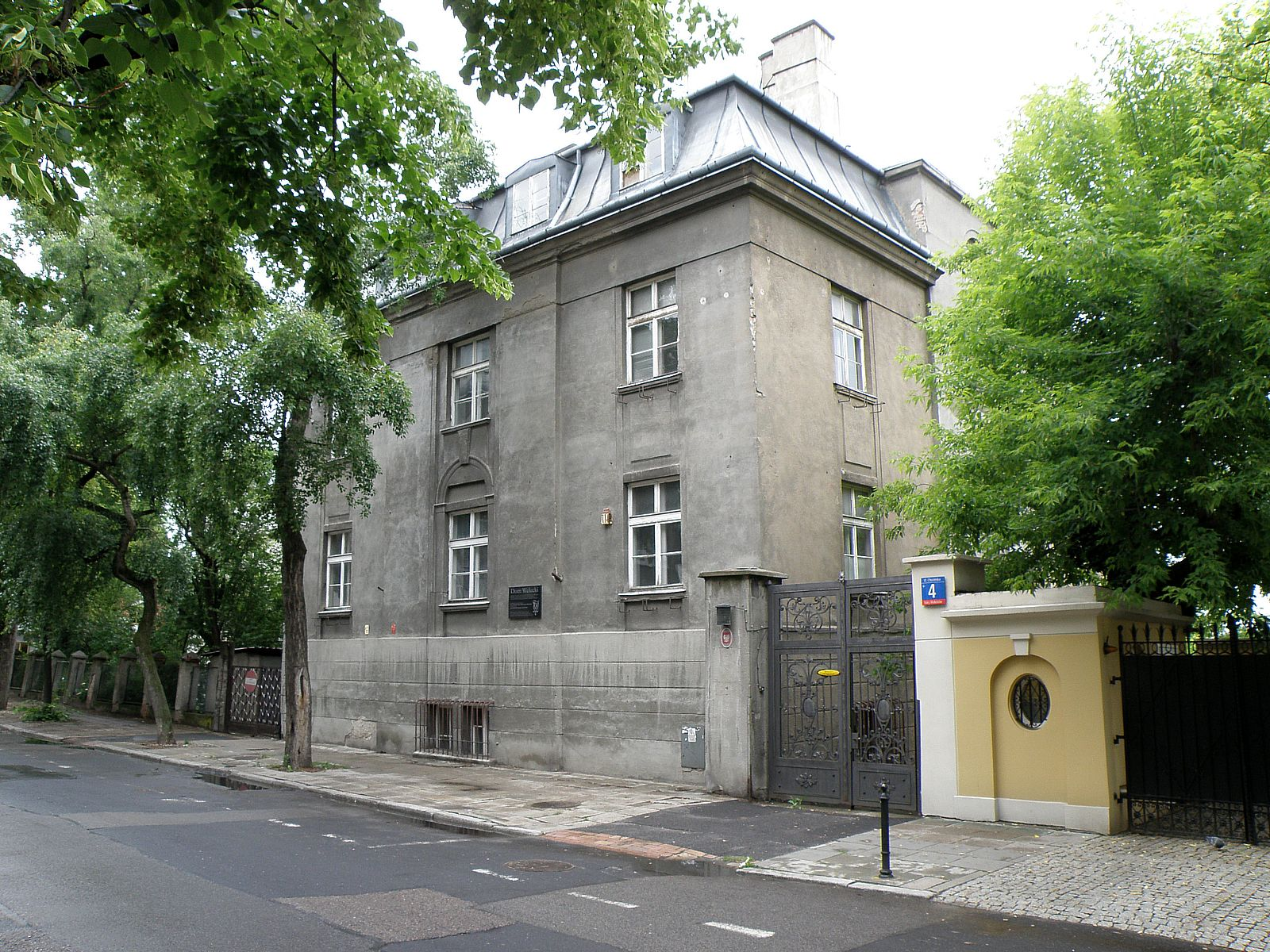
Dom Welecki przy ul. Chocimskiej 4 w Warszawie

Welecja powstała 21 października 1883 roku na Politechnice Ryskiej w wyniku rozłamu w Arkonii. W Rydze nie było innej szkoły wyższej, więc zrzeszała tylko studentów politechniki. Od 1916 roku Welecja funkcjonuje w Warszawie. Zarejestrowana została przy Politechnice i Uniwersytecie i zrzeszała studentów z uczelni warszawskich. W 1921 roku Welecja była założycielką Związku Polskich Korporacji Akademickich, jednakże z powodu jego upolitycznienia w 1933 na jakiś czas opuściła jego szeregi. W 1928 roku został oddany do użytku 2 piętrowy Dom Welecki przy ul. Chocimskiej 4 na warszawskim Mokotowie. Była to pierwsza i do tej pory jedyna siedziba polskiej korporacji akademickiej zaprojektowana i zbudowana na jej potrzeby. Projekt powstał w pracowni członka Welecji – Franciszka Lilpopa. W 2014 roku budynek przeszedł generalny remont – obecnie mieści się w nim siedziba polskiego oddziału firmy Lee Hecht Harrison DBM. Rok 1939 przerwał w Welecji regularne przyjmowanie nowych członków. Ostatni zostali przyjęci w 1943 roku w oflagu w Woldenbergu. Po wojnie Weleci spotykali się jednak regularnie. Korporacja jako organizacja nie mogła legalnie funkcjonować w PRL-u. Dopiero w 2002 roku przyjętych zostało 4 nowych członków. Mimo nieprzyjmowania nowych członków Welecja nigdy nie zaprzestała swojej działalności. Od 2004 r. korporacja wydaje własne pismo „Viribus Unitis Biuletyn Roczny Korporacji Akademickiej Welecja”. W piśmie publikowane są materiały dotyczące działalności korporacji.ISSN 1733-3660
Od 1886 roku członkowie Welecji, którzy ukończyli już studia, zwaniu filistrami zrzeszeni są w Stowarzyszeniu Filistrów Welecji.

## Historyczne Prezydia Welecji
Pierwsze Prezydium Welecji w 1883 r.
- Józef Budkiewicz (1861–1937), prezes
- Konrad Billewicz (1862–1932), wiceprezes
- Adolf Kipman (1863–1916), sekretarz

Pierwsze Prezydium Welecji w Warszawie w 1916 r.
- Stefan Mieszkowski (1894 – po 1939), prezes
- Henryk Rossman (1896–1937), wiceprezes
- Julian Roykiewicz (1896–1988), sekretarz

Ostatnie Prezydium Welecji w Warszawie w 1939 r.
- Witold Kaczyński (ok. 1913–1989), prezes
- Ziemowit Jasiński (1916–2005), wiceprezes zewnętrzny
- Marian Lubert (1914–1973), wiceprezes wewnętrzny
- Tadeusz Kostro (??? – po 1939 r.), sekretarz

## Kartele
Welecja zawarła 5 karteli, czyli aktów wieczystej przyjaźni podpisywanych między korporacjami dla utwierdzenia wieloletnich braterskich relacjach między ich członkami. Korporacjami skartelowanymi z Welecją są:
- Konwent Polonia (powstał w 1828 r. Dorpacie) kartel 5-letni podpisano w 1923 w czeterdziestolecie powstania Welecji, a po upływie tego czasu podpisano kartel wieczysty w Stulecie powstania Konwentu Polonia w 1928 r.
- Arkonia (powstała w 1879 r. w Rydze) kartel wieczysty podpisano w 1979 r. w stulecie powstania Arkonii
- Vironia (powstała w 1900 r. w Rydze) kartel wieczysty podpisano w 1936 r. na Zamku Królewskim w Warszawie w obecności Prezydenta RP Ignacego Mościckiego, który był członkiem Welecji.
- Talavija (powstała w 1900 r. w Rydze) kartel 5-letni podpisano w 1923 w czterdziestolecie powstania Welecji, a po upływie tego czasu podpisano kartel wieczysty w 1928
- Jagiellonia (powstała w 1910 r. w Wiedniu) kartel wieczysty podpisano 1983 w stulecie Welecji.

## Weleci (m.in.)
- Mieczysław Ałaszewski (1905–1987), wybitny sportowiec – piłkarz i koszykarz
- Kazimierz Augustowski (1916–2007), komendant Bazy Okręgu Wileńskiego i Nowogrodzkiego przy Komendzie Głównej Armii Krajowej
- Jan Bajkowski (1905–1942), publicysta i krytyk literacki
- Zygmunt Bohdanowski (1893–1943), dowódca bojowy Związku Organizacji Wojskowej w KL Auschwitz
- Romuald Cebertowicz (1897–1981), twórca elektroiniekcyjnej metody zeskalania gruntów – cebertyzacji.
- Maurycy Chorzewski (1862–1944), ekonomista, profesor Wyższej Szkoły Handlowej, pierwszy przewodniczący Senatu WSH.
- Adam Cybulski (1896–1986), profesor statyki budowli, dziekan i prorektor Politechniki Wrocławskiej
- Henryk Czopowski (1863–1935), Profesor i dziekan Politechniki Warszawskiej, założyciel i dyrektor Państwowej Szkoły Mierniczej
- Wacław Drozdowski (1895–1977), dziennikarz, pionier Wrocławia
- Ludwik Garbowski (1872–1954), pionier polskiej fitopatologii i mykologii
- Mirosław Gersdorf (1915–1985), twórca polskiego prawa spółdzielczego,
- Tadeusz Giedroyć (1888–1941), polski ziemianin, działacz społeczny, senator II RP
- Tadeusz Gronowski (1894–1990), grafik, plakacista, twórca polskiej szkoły plakatu
- Janusz Gumkowski (1905–1984), prawnik, historyk, dyrektor Głównej Komisji Badania Zbrodni Hitlerowskich
- Rudolf Gundlach (1892–1957), konstruktor broni pancernej,
- Gustaw Gwizdalski (1897–1978), inżynier, żołnierz Legionów Polskich i lotnik wojskowy,
- Ferdynand Hoesick (1867–1941) pisarz, historyk literatury, muzykograf, redaktor naczelny Kuriera Warszawskiego
- Henryk Karpiński (1873–1960), technolog papiernictwa, profesor Politechniki Łódzkiej
- Czesław Karpiński (1863–1917), członek Rosyjskiej Rady Państwa i Polskiego Komitetu Narodowego
- Bronisław Kowalczewski (1899–1943), przywódca polskiego ruchu oporu w Oflagu VI B Dössel
- Jan Kubalski (1901–1989), inicjator budowy Metra w Warszawie
- Kazimierz Kühn (1875–1957), działacz samorządowy, twórca Częstochowskiego Towarzystwa Naukowego
- Franciszek Lilpop (1870–1937), architekt
- Stanisław Wilhelm Lilpop (1863–1930), „ojciec” Podkowy Leśnej
- Jan Lutosławski (1875–1950), działacz rolniczy, propagator nowoczesnego rolnictwa, redaktor „Gazety Rolniczej”
- Marian Lutosławski (1871–1917), pionier polskiej techniki, działacz obywatelski
- Artur Machlejd (1868–1947), polski przedsiębiorca pochodzenia szkockiego
- Jerzy Machlejd (1901–1940), polski prawnik, polityk, poseł II RP
- Eugeniusz Mirecki (1875–1933), pułkownik inżynier Wojska Polskiego II RP
- Franciszek Modrzewski (1902–1985), dyplomata
- Ignacy Mościcki (1867–1946), chemik, Prezydent RP,
- Jan Mucharski (1900–1981), grafik, plakacista, ilustrator
- Mieczysław Nierojewski (1899–1956), twórca polskiego ogrzewnictwa, profesor Politechniki Warszawskiej
- Jerzy Osmołowski (1872–1952), szef Zarządu Cywilnego Ziem Wschodnich w latach 1919–1921
- Bohdan Pniewski (1897–1965), architekt
- Henryk Rossman (1896–1937), adwokat, działacz polityczny
- Aleksander Rothert (1870–1937), prekursor elektrotechniki w Polsce
- Leon Suzin (1901–1976), architekt
- Józef Szanajca (1902–1939), architekt
- Marian Świderek (1897–1949), profesor chemii, twórca zaplecza badawczego dla polskiej nauki chemii
- Józef Tuliszkowski (1867–1939), pionier polskiego pożarnictwa
- Zbigniew Wasiutyński (1902–1974), inżynier budowy mostów, profesor Politechniki Warszawskiej
- Władysław Weker (1909–2000), Szef Biura Fałszerstw Komendy Głównej NSZ
- Edmund Załęski (1853–1932), pionier polskiej genetyki, rektor Uniwersytetu Jagiellońskiego